# Convento de Santa Teresa (San Sebastián)
El convento de Santa Teresa de San Sebastián (España) se construyó sobre la basílica de Santa Ana cuyos orígenes se remontan al siglo XIII.
En 1660 la Orden de las Carmelitas Descalzas se pudieron instalar y fundar el nuevo convento de Santa Ana gracias a la herencia de Juan de Amézqueta y Simona de Lajust.
Unos años más tarde las monjas recibieron el apoyo de otro mecenas, Miguel de Aristieta, con el que construyeron un nuevo convento de clausura finalizado en 1691 y ya denominado de Santa Teresa
En el incendio de 1813, se destruyó la nave de la basílica de Santa Ana, que estaba integrada en el convento.
En 1881 se reconstruyó la fachada del campanario que le da la fisonomía actual y en el año 2020, la monjas Carmelitas Descalzas cerraron el convento al no haber relevo generacional.

## Historia
Los orígenes del convento de Santa Teresa se encuentran en la anterior basílica de Santa Ana cuyos orígenes se remontan al siglo XIII o a tiempos anteriores.
La basílica de Santa Ana era, además de templo religioso, el lugar de reunión del concejo municipal hasta finales del siglo XVI.
En 1663 las monjas de clausura Carmelitas Descalzas fundaron el convento llamado de Santa Ana gracias a la herencia de Juan de Amézqueta y Simona de Lajust.
Unos años después recibieron la ayuda económica de otro mecenas: Miguel de Aristieta. Con ésta ayuda encargaron a Santiago de Senosiain la construcción de un nuevo convento. Las complicadas obras duraron entre 1661 y 1691 y el nuevo convento pasó a llamarse de Santa Teresa.
En el holocausto de 1813 se destruyó la basílica de Santa Ana, que estaba integrada en el convento.
En 1881 se reconstruyó la fachada del campanario que forma parte del perfil de la ciudad.
En el año 2020 las últimas diez religiosas abandonaron el convento terminando con cuatro siglos de presencia en San Sebastián.
El convento pertenece al complejo monumental de la Parte Vieja y Puerto de San Sebastián y es propiedad actualmente de la Diputación de Guipúzcoa.